# État d'esprit (film)
Pour les articles homonymes, voir État d'esprit et Bliss.
Pour plus de détails, voir Fiche technique et Distribution.
État d'esprit (Bliss) est un film américain écrit et réalisé par Mike Cahill, sorti en 2021.

## Synopsis
Récemment divorcé et licencié, Greg (Owen Wilson), rencontre la délicieuse Isabel (Salma Hayek), une femme vivant dans la rue, convaincue que le monde sale autour d'eux n'est pas réel. Consommant des cristaux jaunes qui donnent un pouvoir télékinésique, elle est persuadée qu'ils vivent dans cette situation négative à l'intérieur d'un autre vrai monde, beau et en paix. D'abord sceptique, Greg finit par changer d'avis, mais demande une preuve. Isabel va lui offrir.

## Fiche technique
Sauf indication contraire, les informations mentionnées dans cette section peuvent être confirmées par la base de données cinématographiques IMDb,  présente dans la section « Liens externes ».
- Titre original : Bliss
- Titre français : État d'esprit
- Réalisation et scénario : Mike Cahill
- Direction artistique : Jordan Ferrer
- Décors : Kasra Farahani
- Costumes : Annie Bloom
- Photographie : Markus Förderer
- Montage : Troy Takaki
- Musique : Will Bates
- Production : James D. Stern
- Sociétés de production : Endgame Entertainment ; Amazon Studios et Big Indie Pictures (coproductions)
- Société de distribution : Amazon Prime Video
- Pays d'origine :  États-Unis
- Langue originale : anglais
- Format : couleur — 2,35:1 (VistaVision)
- Genre : drame de science-fiction, romantique
- Durée : 103 minutes
- Date de sortie : Monde  : 5 février 2021 (Amazon Prime Video)

## Distribution
- Owen Wilson (VF : Éric Legrand) : Greg Wittle, docteur Wittle
- Salma Hayek (VF : Ethel Houbiers) : Isabel Clemens, docteur Clemens
- Nesta Cooper (VF : Aurélie Konaté) : Emily Wittle, la fille de Greg
  - Kosah Rukavina : Emily Wittle
- Jorge Lendeborg Jr. : Arthur Wittle, le fils de Greg
- Ronny Chieng : Kendo
- Steve Zissis (VF : Franck Sportis) : Bjorn, le patron de Greg
- Joshua Leonard : Cameron
- Madeline Zima (VF : Zina Khakhoulia) : Doris
- Bill Nye : Chris
- Slavoj Zizek : lui-même
- DeRon Horton : Liang

 Source et légende : version française (VF) sur RS Doublage

## Production
En juin 2019, on annonce qu'Owen Wilson et Salma Hayek sont engagés au film, avec Mike Cahill en tant que scénariste et réalisateur. Amazon Studios distribuera le film.
Le tournage a lieu à Los Angeles, en juin 2019. Il a également lieu en Croatie, dont Split et  l'île de Lopud

## Accueil
Le film est distribué le 5 février 2021 en vidéo à la demande sur Amazon Prime.